# Pierre Bec
Pierre Bec (nom de plume en occitan, Pèire Bèc), né le 11 décembre 1921 à Paris et mort le 30 juin 2014 à Poitiers, est un linguiste romaniste français, professeur à l'université de Poitiers.
Il est spécialiste de littérature et linguistique occitanes et écrivain de langue occitane.

## Jeunesse et formation
Pierre Bec est né d'une mère créole et d'un père gascon. Il passe son enfance à Cazères-sur-Garonne où il apprend la langue gasconne. En 1938, il est interprète auprès des réfugiés républicains espagnols ayant franchi les Pyrénées : il découvre alors le catalan. Veilleur de nuit au bureau de poste de Cazères, il sera déporté en mars 1943 en Allemagne dans le cadre du Service du travail obligatoire.
Après son baccalauréat obtenu en 1945, il obtient une licence ès lettres d'allemand et une licence d'italien, puis un Diplôme d'Études Supérieures de lettres modernes en juin 1950.
Il est lecteur de français à Sarrebruck en 1947 et 1948, puis professeur d'allemand et d'italien à Évreux, professeur d'allemand successivement à Narbonne, Foix puis au collège des Minimes à Lyon. C'est à la Sorbonne qu'il se spécialise doublement, en philologie romane et études médiévales ; ses maîtres sont le Catalan Pierre Fouché à l'Institut de phonétique et le Provençal Jean Boutière à l'Institut d'études provençales. Il devient docteur ès lettres en Sorbonne le 5 décembre 1959.
Sa vocation occitaniste naît, dès le début des années 1950, de sa fréquentation des Amis de la langue d'oc et de sa rencontre avec les poètes Jean Mouzat, Henri Espieux, Bernard Lesfargues. Il soutient deux thèses en 1959,. C'est en effet avec Jean Séguy, qu'il œuvre à l'adaptation de la graphie classique occitane - graphie normalisée - pour la variante gasconne. Via Domitia, la revue de linguistique, dialectologie, onomastique et ethnographie, fondée par Jean Séguy et reprise par Jean-Claude Dinguirard, évolue pour adopter cette graphie.
Il deviendra ensuite président de l'Institut d'études occitanes de 1962 à 1980. Il participe alors, avec Jean Bouzet et Louis Alibert, à l'entreprise de normalisation graphique du gascon.
Le domaine médiéval devient, dès sa thèse complémentaire consacrée aux Saluts d'amour du troubadour Arnaut de Mareuil, la matière principale de ses abondantes publications et de son enseignement, et sa réputation se répand à travers le monde.
Après avoir brièvement enseigné l'allemand dans le secondaire, Pierre Bec devient chargé de cours à l'Université de Poitiers en 1963, puis maître de conférences succédant à Jacques Pignon, professeur de philologie française à Poitiers, successeur de Pierre Fouché à la Sorbonne, puis professeur à la faculté des lettres de Poitiers jusqu'en 1989. Il enseigne les langues et littérature médiévales françaises et occitanes ainsi que l'occitan contemporain. Directeur-adjoint puis directeur du Centre d'études supérieures de civilisation médiévale de 1966 à 1981, et simultanément directeur des Cahiers de civilisation médiévale.
Médiéviste, musicologue, il est également écrivain occitan : sous le nom de Pèire Bèc, il publie une longue série de recueils poétiques, de romans et de recueils de nouvelles dont Lo Hiu Tibat qui raconte ses aventures de prisonnier de guerre en Autriche.

## Reconnaissance officielle
Il est titulaire du prix Albert Dauzat en 1971, du prix Ossian en 1982, décerné par la Alfred Toepfer Stiftung de Hambourg, du grand prix Victor Capus en 1991, décerné par l’Académie des Jeux floraux de Toulouse, du prix Paul Froment décerné depuis 1972 à Penne d’Agenais.
Président de l’Institut d’estudis occitans de 1962 à 1980, administrateur de 1990 à 2003 puis président du Centre de culture européenne établi en l’abbaye royale de Saint-Jean d’Angély, membre de nombreux comités de patronage de centres de recherche et de revues, il est décoré Chevalier de l’Ordre national du mérite, et officier des palmes académiques.
Il est engagé dans l’action occitaniste « avec les armes du savoir » : à ce dernier titre, la Generalitat de Catalunya lui décerna en octobre 2010 le premier Prix Robert-Lafont, récompensant son action pour « la defensa, projecció i promoció de la llengua occitana ».

## Éléments de bibliographie

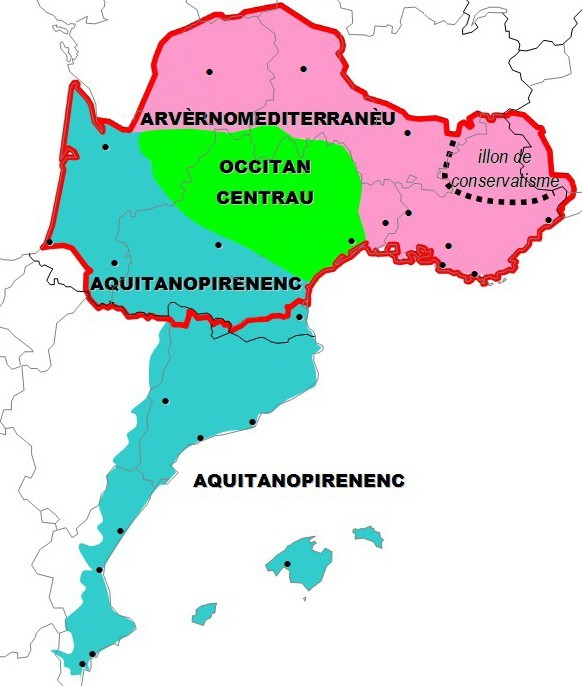
Découpage supradialectal occitano-roman par Pierre Bec.

Pierre Bec a notamment publié en 1997, aux éditions Les Belles Lettres, Le Siècle d'or de la poésie gasconne (1550-1650), une anthologie des poètes de la Renaissance gasconne ; puis plus récemment, La Joute poétique.
Son Manuel pratique de philologie romane et sa Langue occitane dans la collection « Que sais-je ? » sont des références.
- Les Saluts d'amour du troubadour Arnaud de Mareuil (Privat, 1961)
- La Langue occitane (Presses universitaires de France, collection Que sais-je ? no 1059, 128 pages (1963, 5e édition 1986, 6e édition corrigée janvier 1995, épuisé)   (ISBN 2-1303-9639-9)
- Les Interférences linguistiques entre gascon et languedocien dans les parlers du Comminges et du Couserans
- Manuel pratique de philologie romane, tome 1 : italien, espagnol, portugais, occitan, catalan et gascon, Picard, 1970  (ISBN 978-2-7084-0287-4)
- Manuel pratique de philologie romane, tome 2 : français, roumain, sarde, dalmante - index des 2 tomes, Picard, 2000  (ISBN 978-2-7084-0230-0)
- Manuel pratique d'occitan moderne, Picard, 1973  (ISBN 978-2-7084-0089-4)
- Anthologie de la prose occitane du Moyen Âge, Aubanel, 1977  (ISBN 978-2-7006-0076-6)
- Gérard Gonfroy, Gérard Le Vot, Anthologie des troubadours (10/18, 1979, 2e édit. 1985)
- Burlesque et obscénité chez les troubadours, Stock, 1984  (ISBN 978-2-2340-1711-5)
- Écrits sur les troubadours et la lyrique médiévale (1961-1991), Éditions Paradigme, 1992  (ISBN 978-2-8687-8067-6)
- Vièles ou violes? : Variations philologiques et musicales autour des instruments à archet du Moyen Age : XIe – XVe siècle, Klincksieck, 1992  (ISBN 978-2-2520-2803-2)
- Chants d'amour des femmes troubadours, Les Belles Lettres, Paris, 2000  (ISBN 978-2-2514-9012-0)
- La joute poétique : De la tenson médiévale aux débats chantés, Les Belles Lettres, Paris, 2000  (ISBN 978-2-2514-9012-0)
- Chants d'amour des femmes de Galice, Éditions Atlantica, Biarritz, 2010  (ISBN 978-2-7588-0274-7)
- Cent poèmes du Sud, Poèmes choisis et traduits de l'occitan, Éditions Paradigme, 2013  (ISBN 978-2-8687-8300-4)
- Écrits sur les troubadours et la lyrique médiévale : 1961-1991, Éditions Paradigme
- Pour un autre soleil : le sonnet occitan des origines à nos jours : une anthologie, Éditions Paradigme

Publications en occitan
- Contes de l'unic, Per Noste, 1977
- Sebastian, Federop, Roman, 1980
- Raconte d'ua mort tranquilla, Reclams, 1993  (ISBN 978-2-9091-6017-7)